# Месть (телесериал)
«Месть» (англ. Revenge) — американская телевизионная мыльная опера, транслирующаяся в прайм-тайм, созданная Майком Келли, с Мэделин Стоу и Эмили Ванкэмп в главных ролях. Премьера сериала состоялась 21 сентября 2011 года на телеканале ABC В центре сюжета находится богатое семейство Грейсонов, живущих в Хэмптоне, на Лонг-Айленде, Нью-Йорк. Много лет назад Конрад и Виктория Грейсон подставили своего друга, Дэвида Кларка, переложив на него ответственность в организации террористического акта, повлёкшего массовые смерти. Дэвид был осужден и убит в тюрьме. Спустя годы, его дочь, Аманда Кларк, возвращается в город под именем Эмили Торн, чтобы отомстить ответственным за гибель отца.
Первый сезон сериала был благосклонно встречен критиками, и достиг успеха в телевизионных рейтингах. 13 октября 2011 года, после выхода в эфир четырёх серий, ABC продлил шоу на полный сезон, состоящий из 22 эпизодов. Особую похвалу от критиков получила Мэделин Стоу, которая также была номинирована на премию «Золотой глобус» в категории «Лучшая актриса драматического сериала» за роль Виктории Грейсон. Второй сезон, однако, критиковался за слабый сценарий, кастинг и сюжетные линии, а рейтинги вследствие этого падали почти после каждого эпизода. Дополнительные проблемы возникли весной 2013 года, когда Майк Келли покинул пост шоураннера проекта из-за разногласий с ABC.
В конце 2012 года Disney запустил производство турецкой адаптации сериала, премьера которой состоялась в январе 2013 года. В 2014 году Marvel Comics выпустили рисованную серию новелл по мотивам сериала.8 мая 2014 года сериал был продлён на четвёртый сезон. В ходе четвёртого сезона сериал продолжил тенденцию массивного спада рейтингов. В апреле 2015 года канал объявил, что сериал будет закрыт после четырёх сезонов. Финальный эпизод был показан 10 мая 2015 года.

## Производство

### Концепция
Проект представляет собой смесь прайм-тайм мыльной оперы в стиле «Далласа» и «Династии» с элементами психологического триллера. Создатель сериала, Майк Келли, придумывая основную сюжетную линию, планировал сделать автономные сезоны. Один сезон — одна история, с началом и концом, однако после от этой идеи отказались. Главная тайна первого сезона — убийство Дэниэля Грейсона, показанная во флешбеке в пилотном эпизоде, изначально должна была проясниться в тринадцатом эпизоде, однако позже было объявлено, что она переносится на пятнадцатый эпизод.
Первые четыре эпизода имели в себе процедурную составляющую, центральной сюжетной линией в них была месть Аманды. Её первой жертвой стала Лидия Дэвис (Эмбер Валетта), второй хедж-менеджер Билл Хармон (Мэттью Глэйв), третьей Сенатор Том Кингсли (Янси Ариас), и четвёртой Доктор Мишель Бэнкс (Эми Ландекер). Последующие эпизоды имели более сквозные центральные сюжетные линии.
Три первых сезона закадровое повествование шло от лица Аманды Кларк, а в четвёртом, после завершения её мести, Виктория Грейсон взяла роль нового рассказчика.

### Съёмки
О разработке проекта было объявлено в декабре 2010 года, когда Майк Келли и молодая производственная компания Temple Hill Productions, известная прежде всего благодаря кинофраншизе «Сумерки», продали сценарий пилотного эпизода ABC. Проект описывался как современная перезагрузка романа Александра Дюма «Граф Монте-Кристо». ABC дал зелёный свет на производство пилотного эпизода в конце января 2011 года. Съёмки пилотного эпизода проходили в марте-апреле в Уилмингтоне, Северная Каролина. Производством занялись ABC Studios и Temple Hill Productions. Режиссёром выступил Филлип Нойс, а автором сценария Майк Келли. 13 мая канал утвердил пилот в качестве первого эпизода сериала, а 17 мая объявил, что шоу будет выходить по средам, в десять вечера, начиная с 21 сентября 2011 года.

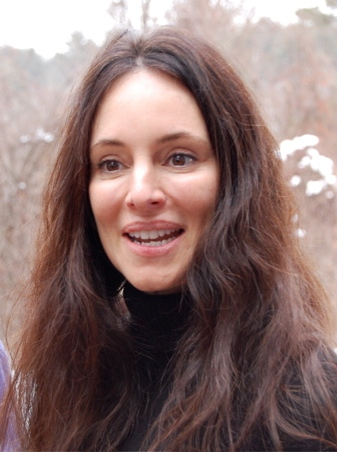
Мэделин Стоу исполнила роль Виктории Грейсон

### Кастинг
Кастинг на основные роли начался в феврале 2011 года. Британская актриса Эшли Мадекве стала первой утверждённой на роль в пилоте 14 февраля 2011 года. Примечательно, что она ранее снималась в недолго просуществовавшем сериале Майка Келли «Красивая жизнь». В начале марта Ник Векслер получил роль Джека Портера, после чего было объявлено, что Эмили Ванкэмп получила роль Эмили Торн, антигероя истории. 9 марта Габриэль Манн был утвержден на роль Нолана Росса, гения программного обеспечения, а Коннор Паоло — Деклана Портера, младшего брата Джека. Персонаж Манна был частично основан на жизни основателя социальной сети Facebook — Марке Цукерберге. Несколько дней спустя Криста Б. Аллен получила роль Шарлотты Грейсон, дочери-подростка Грейсонов. 15 марта было объявлено, что киноактриса Мэделин Стоу присоединилась к сериалу в роли Виктории Грейсон, центрального антагониста, а вместе с ней канадский актёр Генри Черни в роли её мужа Конрада. Для Стоу это был первый опыт регулярной работы в телесериале.Начинающий британский актёр Джошуа Боуман стал последним, кто получил роль в пилоте. Он сыграл Дэниэла Грейсона, избалованного сына семейства.

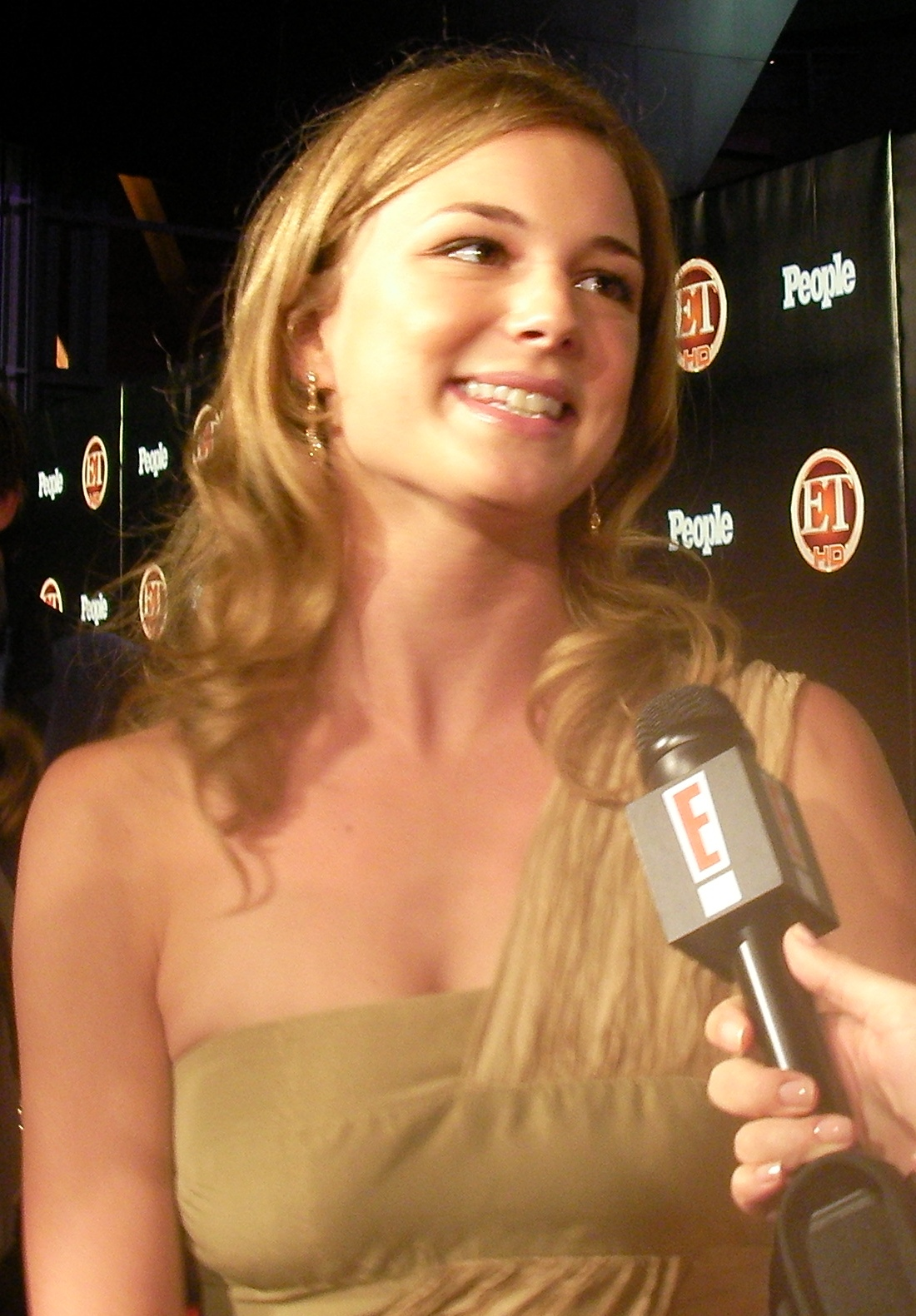
Эмили Ванкэмп исполнила роль Аманды Кларк

Несколько актёров позже присоединились к сериалу в Повторяющемся статусе, а не регулярном. Среди наиболее значимых в первом сезоне следует выделить топ-модель, а также актрису Эмбер Валетта, которая исполнила роль Лидии Дэвис, первой жертвы возмездия Аманды. Хотя первоначально появление актрисы планировалось как гостевое, впоследствии она была повышена до статуса повторяющегося персонажа и пробыла в шоу вплоть до финала первого сезона. Роль покойного отца Аманды — Дэвида, в сценах-флешбеках в пилотном эпизоде первоначально исполнил Марк Блукас, однако позже он был заменен на Джеймса Таппера, из-за того что Блукас получил постоянную роль в телесериале «Необходимая жестокость», а Эмили Элин Линд получила роль Аманды в детские годы. Позже Эштон Холмс присоединился к сериалу в роли Тайлера Бэролла, загадочного друга Дэниэля по Гарвардскому университету. Как говорил создатель сериала, на введение в сюжет персонажа его вдохновил фильм «Талантливый мистер Рипли» и в частности персонаж Том Рипли в исполнении Мэтта Дэймона. В конце сентября было объявлено, что Маргарита Левиева подписала контракт на участие в сериале. Актриса впервые появилась в седьмом эпизоде первого сезона под названием Charade в роли настоящей Эмили Торн, которая сменила имя на Аманда Кларк, когда её бывшая соседка по комнате в тюрьме, Аманда, попросила её об этом. Левиева снялась в десяти из двадцати двух эпизодов первого сезона, а позже была приглашена во второй.
Во втором сезоне в сериал было введено несколько значимых для сюжета второстепенных персонажей. Барри Слоан изначально получивший периодическую роль Эйдана Матиса был повышен до основного состава начиная с четырнадцатого эпизода. Дженнифер Джейсон Ли была утверждена на роль считавшейся мёртвой матери Эмили. После длительных спекуляций на тему кто же из актрис должен сыграть роль злой матери Виктории, выбор был широк, от легендарной дивы Джоан Коллинз до секс-символа 1960-х и 1970-х Ракель Уэлч. В итоге на роль Шейлы Харпер была приглашена Эдриенн Барбо. В третьем сезоне Гейл О’Грэйди была приглашена на роль бывшей жены Конрада с секретом, которая неожиданно появляется в середине сезона.
В четвёртом сезоне Карин Ванасс и Джеймс Таппер были повышены до регулярного состава после одного и трёх сезонов в периодическом статусе, соответственно.

#### Увольнения
После двух сезонов с двумя актёрами из регулярного состава не были продлены контракты. Ими стали Эшли Мадекве, игравшая Эшли Дэвенпорт, а также Коннор Паоло (Деклан Портер). Мадекве стала жертвой сокращения, когда рейтинги сериала упали и его создатель был уволен месяцем ранее. Контракт Мадекве не был продлен, так как её персонаж был лишним для сюжета, а герой Паоло умер в финале второго сезона по аналогичным причинам. В финале третьего сезона сериал покинули ещё два актёра. Генри Черни и Барри Слоан оба покинули шоу после того, как их персонажи были убиты.

### Саундтрек
Автором музыкальной темы в сериале является чешский музыкант Айзлер, ранее сотрудничавший с такими музыкантами как Робби Уильямс, Райан Адамс, Дэйв Стюарт, Кайли Миноуг и многими другими. В пилотном эпизоде, а также в промороликах и трейлере использовалась музыка австралийского дуэта Angus & Julia Stone.
11 апреля 2012 года ABC выпустил официальное музыкальное видео Кристины Перри — «Distance». Премьера видео состоялась на сайте The Hollywood Reporter, а после он был показан на ABC в рамках специального эпизода-рекапа — From the Beginning. В клипе снялся Ник Векслер, исполняющий роль Джека в сериале, вокруг которого была сосредоточена сюжетная линия видео.

### Трансляция
Первый сезон сериала транслировался по средам в десять вечера начиная с 21 сентября 2011 года по 23 мая 2012 года. ABC сильно способствовал продвижению сериала. Revenge стал самым рекламируемым шоу осеннего сезона на телеканале. Также канал пошёл на смелый шаг, выложив пилотную серию сериала для свободного просмотра в интернете за несколько недель до премьеры, а сценарий был бесплатно доступен на Amazon Kindle. Сериал стал первым за последние двадцать четыре года, со времен драмы Даны Дилейни «Чайна-Бич», который имел успех и был продлен на второй сезон. Благодаря стабильному сохранению зрительской аудитории на протяжении показа первого сезона канал решил перенести сериал на более конкурентный и потенциально рейтинговый слот в воскресенье в девять вечера. Ранее, на протяжении восьми сезонов, в этом слоте выходил сериал «Отчаянные домохозяйки».
10 мая 2012 года ABC продлил сериал на второй сезон, премьера которого состоялась 30 сентября. В мае 2013 года шоу было возобновлено на третий сезон. Третий сезон был разделен на три части, первые десять эпизодов будут показаны до нового года, ещё три серии — в январе 2014 года, после чего сериал уйдет на перерыв вплоть до 9 марта 2014 года. «Месть», наравне с четырьмя другими мыльными драмами канала («Нэшвилл», «Скандал», «Однажды в сказке» и «Анатомия страсти»), переходит таким образом в телесезоне 2013-14 годов на новый формат вещания, из двух блоков, транслирующихся практически без перерывов.

## Синопсис
Действие сериала происходит в Хамптонсе, богатом городке в Саффолке, на Лонг-Айленде, Нью-Йорк. В город приезжает миллиардерша Эмили Торн (Эмили Ванкэмп), которая на самом деле является Амандой Кларк. Аманда — дочь Дэвида Кларка, считающегося виновным в гибели пассажиров рейса 197 4 июня 1993 года. 31 августа 1993 года он был арестован агентами ФБР и осужден 9 июня 1995 года. Против него свидетельствовали друзья и коллеги Виктория и Конрад Грейсоны (Мэделин Стоу и Генри Черни), секретарша Лидия Дэвис (Эмбер Валетта) и многие другие. У Дэвида был роман с Викторией, которой пришлось отвернуться от него, когда Конрад пригрозил ей тем, что она может лишиться из-за этого их общего сына, Дэниела (Джошуа Боуман). Дэвид был осуждён за государственную измену и спустя несколько лет умер в тюрьме. После ареста Дэвида Аманду отправили сначала в детский дом, а потом в исправительное учреждение для несовершеннолетних, где она познакомилась с Эмили Торн (Маргарита Левиева). Перед отъездом в детский дом Аманда отдала своему другу Джеку Портеру (Ник Векслер) собаку Сэмми. Когда девушке исполнилось восемнадцать лет и она вышла из колонии для несовершеннолетних, её нашёл Нолан Росс, мультимиллиардер, который достиг успеха благодаря помощи Дэвида. Он сообщает, что её отец был ошибочно осуждён, и ей принадлежит 49 процентов акций его компании.
Спустя годы Аманда решает отомстить тем людям, которые разрушили жизнь её семьи, и возвращается в Хамптонс под именем Эмили Торн. Она арендует тот дом, где жила раньше с отцом, у его нынешней хозяйки — Лидии Дэвис. Лидия становится её первой целью в списке лиц, ответственных за вынесение обвинительного приговора её отцу. Между тем, у неё начинается роман с сыном Виктории Грейсон — Дэниелом, что вызывает озабоченность со стороны Виктории, и женщина начинает наводить справки о прошлом новоприбывшей соседки.
В пилотном эпизоде была показана помолвка Эмили и Дэниэла, которая произошла спустя пять месяцев после прибытия Эмили в город, и его убийство. Также каждый эпизод содержит сцены-флэшбеки в разные временные промежутки героинь Виктории и Аманды.

### Актёры и персонажи
В начале сериала было девять постоянных персонажей: Виктория Грейсон (Мэделин Стоу) — «Королева Хэмптона», гламурный и властный матриарх семейства Грейсонов; основной антагонист сериала Эмили Торн (Эмили Ванкэмп); гениальный изобретатель программного обеспечения, миллиардер Нолан Росс (Габриэль Манн), который становится союзником Аманды в её отмщении; умный и успешный хедж-менеджер и генеральный директор компании Grayson Global — Конрад Грейсон (Генри Черни), подставивший Дэвида Кларка; амбициозный организатор светских мероприятий Виктории Эшли Дэвенпорт (Эшли Мадекве); избалованный сын Виктории и Конрада Дэниэл Грейсон (Джошуа Боуман), у которого имеются проблемы с алкоголем; друг детства Аманды Джек Портер (Ник Векслер), который до сих пор в неё влюблен, но не узнает её в Эмили; семнадцатилетняя дочь Виктории и Конрада Шарлотта Грейсон (Криста Б. Аллен), встречающаяся с бедным парнем Декланом; и Деклан Портер (Коннор Паоло), брат Джека и друг Шарлотты. Главными героями сериала являются Виктория Грейсон, роль которой сыграла Мэделин Стоу, и Эмили Торн/Аманда Кларк в исполнении Эмили Ванкэмп. Виктория является главной целью мести Аманды.

## Реакция

### Отзывы критиков
Пилотный эпизод получил в основном благоприятные отзывы от критиков. Американский веб-сайт Zap2it дал пилоту высший балл, назвав шоу «Одной из лучших новых драм осеннего сезона». Обозреватель газеты The Wall Street Journal, Дороти Рабинович, дала позитивный отзыв, отметив сочетание хорошего сценария с актёрской игрой, которые подкупают наблюдать за тем, что будет в последующих эпизодах. Мэтью Гилберт из газеты The Boston Globe также дал благоприятный отзыв, подчеркнув интересный стиль игры Стоу. Газета New York Daily News дал пилотному эпизоду нейтральный отзыв, похвалив Стоу за исполненную ею роль, но высказал сомнения насчет последовательности действий персонажа Ванкэмп. Веб-сайт E! Online дал шоу положительный отзыв описав его, как «Лучшее из всего, что вы можете наблюдать», а также похвалил игру актрисы Эмили Ванкэмп, отметив хорошо сбалансированные искренность и очарование, с холодным расчетом и сумасшедшими действиями своей героини Эмили Торн. Обозреватель сайта TVLine описал шоу, как захватывающую и интересную прайм-тайм драму, каких мы не видели в последнее время. «Пилот справляется со своей задачей раскрыть суть плана мести главной героини Эмили Торн <…>». Обозреватель также отметил схожесть в завязке сериала с другой драмой «Схватка», которая также отличается сценами-флэшбэками с шокирующими событиями, и двумя противостоящими друг другу главными героинями. Тем не менее, некоторые критики выразили озабоченность по поводу ограниченности основной сюжетной линии последовательной мести.
Последующие эпизоды продолжали привлекать внимание телевизионных критиков. Пятый эпизод сезона под названием Guilt получил широкое освещение в средствах массовой информации, и благоприятные отзывы. Эпизод, главная интрига которого, падение Лидии Дэвис с крыши дома, была показана в начале эпизода, вышел 19 октября. К. Орландо, обозреватель сайта TV Fanatic, дал эпизоду четыре с половиной из пяти звезд, сказав что: «Месть на этой неделе перешла на совершенно новый уровень, задав новую интригу для последующего развития сюжета и подпортил планы для ледяной внешне Эмили». Критик также выразил предположение, что «Виктория — единственная, у кого ещё есть совесть». Даррен Френиш из журнала Entertainment Weekly в своем обзоре описал эпизод словом «захватывающий», отметив полноценное развитие сюжетных линий, финальную сцену между Викторией и Лидией, а также сцены-флешбеки в прошлое, в которых показывались события, связанные с рейсом 197. Мелоди Симпсон из Buzz Focus высказала в своем обзоре мнение, что на этой неделе «Месть» дает зрителям приятный подарок — смерть Лидии.
Актёрская игра Мэделин Стоу получила единогласную похвалу от критиков. Журнал Rolling Stone в своей статье, посвященной анализу персонажа и игры Стоу написал: «Стоу затмевает всех остальных звезд в прайм-тайм в своей роли пугающей светской злодейки с хриплым голосом и ледяным взглядом <…> Эмили Ванкэмп скучна в своей роли, хотя по задумке мы должны вроде как сопереживать её планам, но она нам в действительности не интересна. Стоу овладевает зрителем в каждой сцене. Она говорит любовнице своего мужа: Каждый раз, когда я обнимаю тебя, тепло, которое исходит от моего тела, это моя ненависть, которая прожигает тебя. В отличие от Ванкэмп, Стоу играет трёхмерного персонажа, она делает Викторию сложнее, когда вносит в её сущность совесть<…>». Между тем сайт The Huffington Post включил персонажей Кристы Б. Аллен и Коннора Паоло, Шарлотт и Деклана, в список «Худших персонажей на телевидении». Обозреватель сайта назвал актёрскую игру Аллен не правдоподобной, а её персонажа раздражающим и не приятным, а героя Паоло попросту бесполезным.
Финал первого сезона также получил высокие оценки от критиков. Многие отмечали неожиданные сюжетные ходы в плане вероятного убийства центральной героини в исполнении Стоу, называя его самым смелым решением телевизионных продюсеров за последние годы. Критики также высоко оценили актёрскую игру Стоу в эпизоде, заявляя, что она — лучшее, что было в финале сезона. Кроме этого внимание обозревателей привлек клиффхэнгер того, что мать Эмили все ещё жива.
Когда стартовал второй сезон, то отзывы критиков становились более прохладными. Ряд критиков давал крайне негативные отзывы первой половине второго сезона, в особенности отмечая тусклую игру Дженнифер Джейсон Ли и безликость её персонажа. Также критики отмечали слабость каждой из сюжетных, в частности уменьшение силы персонажа Мэделин Стоу, непроработанность персонажа Дилшад Вадсария, плохую игру Коннора Паоло, неправдоподобность целей Эйдана Матиса и ухудшение характера Эмили.

### Награды и номинации
«Месть» была номинирована на премию «Выбор народа» в категории «Лучшая новая драма». Мэделин Стоу получила номинацию на «Золотой глобус» как «Лучшая актриса драматического сериала». Стоу за созданный ей образ Виктории Грейсон также получила признание от ЛГБТ-сообщества и была номинирована на специальную премию The Gay and Lesbian Entertainment Critics.
Журнал Entertainment Weekly включил сериал в свой список «Лучших событий 2011 года». Веб-сайт Internet Movie Database включил шоу в список «Десяти шоу, которые мы наблюдали в 2011 году», в особенности благоприятно отметив пилотный эпизод. Телепередача Extra также отметила проект в своем списке «Лучших моментов на телевидении в 2011 году».
| Год  | Награда                                  | Категория                                              | Получатель      | Результат |
| ---- | ---------------------------------------- | ------------------------------------------------------ | --------------- | --------- |
| 2012 | Выбор народа                             | Лучшая новая драма                                     |                 | Номинация |
| 2012 | Золотой глобус                           | Лучшая актриса драматического сериала                  | Мэделин Стоу    | Номинация |
| 2012 | Премия сайта TV.com                      | Лучшее в 2011 году: Любимое телешоу                    |                 | Победа    |
| 2012 | Gay and Lesbian Entertainment Critics    | Лучшая актриса на телевидении                          | Мэделин Стоу    | Номинация |
| 2012 | Грейси                                   | Лучший драматический сериал                            |                 | Победа    |
| 2012 | Motion Picture Sound Editors             | Лучшее сведение звука                                  | Эмбер Функ      | Номинация |
| 2012 | Премия гильдии костюмеров США            | Лучшие костюмы в современном телесериале               |                 | Номинация |
| 2012 | NewNowNext Awards                        | Лучший драматический сериал                            |                 | Победа    |
| 2012 | NewNowNext Awards                        | Следующая мега звезда                                  | Эмили Ванкамп   | Номинация |
| 2012 | Молодой актёр                            | Лучшая молодая актриса во второстепенной роли          | Эмили Элин Линд | Победа    |
| 2012 | Teen Choice Awards                       | Лучший драматический сериал                            |                 | Номинация |
| 2012 | Teen Choice Awards                       | Прорыв года — телешоу                                  |                 | Номинация |
| 2012 | Teen Choice Awards                       | Прорыв года — мужчина                                  | Джошуа Боуман   | Номинация |
| 2012 | Teen Choice Awards                       | Телевизионный похититель сцен                          | Габриэль Манн   | Номинация |
| 2012 | Teen Choice Awards                       | Лучшая актриса драматического сериала                  | Эмили Ванкамп   | Номинация |
| 2012 | Премия ассоциации телевизионных критиков | Лучшая новая программа                                 |                 | Номинация |
| 2012 | ALMA                                     | Лучшая актриса на телевидении                          | Мэделин Стоу    | Номинация |
| 2012 | Casting Society of America               | Лучший телевизионный пилот — драма                     |                 | Номинация |
| 2013 | Выбор народа                             | Любимая телевизионная драма                            |                 | Номинация |
| 2013 | Премия гильдии костюмеров США            | Лучшие костюмы в современном телесериале               |                 | Номинация |
| 2013 | Выбор народа                             | Любимая телевизионная драма                            |                 | Номинация |
| 2013 | Teen Choice Awards                       | Лучший драматический сериал                            |                 | Номинация |
| 2013 | Teen Choice Awards                       | Лучшая актриса драматического сериала                  | Эмили Ванкамп   | Номинация |
|      | Teen Choice Awards                       | Лучший актёр драматического сериала                    | Джошуа Боуман   | Номинация |
|      | Teen Choice Awards                       | Лучший актёр драматического сериала                    | Ник Уэкслер     | Номинация |
| 2014 | NAACP Image Award                        | Outstanding Writing in a Dramatic Series — Ep. «Mercy» | Karin Gist      | Номинация |
| 2015 | People's Choice Awards                   | Любимая драма сетевого ТВ                              |                 | Номинация |
| 2015 | People's Choice Awards                   | Любимая драматическая актриса ТВ                       | Эмили Ванкэмп   | Номинация |

### Телевизионные рейтинги
Пилотный эпизод набрал демо-рейтинг 3,3 в возрастной категории 18-49 и 10,02 млн зрителей, выиграв свой тайм-слот, победив процедуралы «C.S.I.: Место преступления» и «Закон и порядок: Специальный корпус». Это стало самым успешным дебютом драматического сериала в среду на ABC за последние два года, со времен премьеры недолго просуществовавшего шоу «Иствик». Рейтинги второго и третьего эпизода немного упали по сравнению с премьерой, а четвёртый и последующие наоборот показали рост, что в конечном счете привело к еженедельному лидерству сериала в ключевых демографических категориях: зрители 18-49, 18-34, женщины 18-34 и женщины 25-54. Седьмой эпизод достиг максимума в виде демо-рейтинга 3.0 в категории 18-49 и 8,60 млн зрителей.
| Сезон | Таймслот                                                                           | Количество эпизодов | Премьера сезона  | Премьера сезона                | Финал сезона | Финал сезона                | Телевизионный сезон | Годовой Ранг | Зрители (в миллионах) |
| Сезон | Таймслот                                                                           | Количество эпизодов | Дата             | Премьера Зрители (в миллионах) | Дата         | Финал Зрители (в миллионах) | Телевизионный сезон | Годовой Ранг |                       |
| ----- | ---------------------------------------------------------------------------------- | ------------------- | ---------------- | ------------------------------ | ------------ | --------------------------- | ------------------- | ------------ | --------------------- |
| 1     | Среда 10:00 вечера                                                                 | 22                  | 21 сентября 2011 | 10,02                          | 23 мая 2012  | 7,85                        | 2011—2012           | #56          | 8,72                  |
| 2     | Воскресенье 9:00 вечера                                                            | 22                  | 30 сентября 2012 | 9,74                           | 12 мая 2013  | 6,12                        | 2012-13             | #43          | 8,87                  |
| 3     | Воскресенье 9:00 вечера(Эпизоды 1 — 13) Воскресенье 10:00 вечера (Эпизоды 14 — 22) | 22                  | 29 сентября 2013 | 8,11                           | 11 мая 2014  | 4,87                        | 2013-14             | #39          | 8,44                  |
| 4     | Воскресенье 10:00 вечера                                                           | 23                  | 28 сентября 2014 | 5.14                           | 10 мая 2015  | 4,80                        | 2014-15             | #83          | 6.74                  |

## Спин-оффы

### Книга
Книга «Школа мести» (англ. Schooled In Revenge), написанная Джесси Ласки и изданная в 2013 году, знакомит поклонников сериала с новыми персонажами — группой людей, которых тренирует наставник Эмили Торн — гуру Сатоши Такеда, действие происходит в Напе, Калифорния.

### Комикс
3 сентября 2014 года в продажу поступил комикс-приквел «Месть: Тайное происхождение Эмили Торн» (англ. Revenge: The Secret Origin of Emily Thorne) издательства «Marvel» — сюжет проливал события на тот период жизни главной героини, когда она готовилась к возвращению в Хэмптон: события книги происходят в Японии и швейцарской Женеве.

### Ремейки
Два сезона (всего 44 эпизода) турецкого ремейка «İntikam» выходили в эфир с 2013 по 2014 года, а в 2017 вышла колумбийская адаптация «Venganza» — было снято 124 серии.

### Продолжение
6 ноября 2019 года стало известно, что канал работает над продолжением шоу, однако 29 июня 2020 года студия ABC объявила об отказе от проекта